# دوايت دونكان
دوايت دونكان هو سياسي كندي، ولد في 3 يونيو 1959 في وندسور في كندا. حزبياً، نشط في الحزب الليبرالي في أونتاريو ‏. وقد انتخب عضو برلمان مقاطعة أونتاريو.